# Allans allra bästa
Allans allra bästa är ett dubbelalbum från 2005 med Allan Edwall.

## Låtlista

### CD 1
1. Kom
2. Förhoppning
3. Far
4. Du och jag
5. Den lilla bäcken
6. Sommarvisa
7. Dystervals (i dur)
8. Kanske
9. Mor dansar
10. Morbror och grisen
11. Göran & Hasse
12. Göken
13. En kråka flög
14. Hjälp
15. Möss och människor
16. Plötsligt en dag
17. Bestäm dig

### CD 2
1. Årstider
2. När små fåglar dör
3. Visst är det bätter, men int' är det bra
4. Aftonro
5. Kärleksvisa
6. Jämtländsk vaggvisa
7. Tummetotteri
8. Familjeporträtt
9. Vaggvisa
10. Troll och älva
11. En rektig kär
12. Jämtsnoa
13. Lilla Ester
14. Jag gick mig åt körka
15. Fredens man
16. Gullegubben